# 白旗山開放體育場
白旗山開放體育場是一座位於日本札幌的越野滑雪場。它於1990年啟用，也為亞洲第一個獲得FIS認證的賽道。賽道大約25公里，環繞白旗山。本場地舉辦過1990年亞洲冬季運動會、1991年冬季世界大學運動會和2007年北歐世界滑雪錦標賽。2017年亞洲冬季運動會越野滑雪比賽將於此舉行。